# Distrito electoral local 9 de Tabasco
El Distrito Electoral Local 9 de Tabasco es uno de los 21 Distritos Electorales en los que se encuentra dividido el territorio del estado de Tabasco. Su cabecera es la ciudad de Villahermosa, en el municipio de Centro, Tabasco.
Desde la redistritación de 2016 está formado por 43 secciones electorales ubicadas en el municipio de Centro, Tabasco.

## Distritación actual

### Distritación electoral de 2016
El 30 de noviembre de 2016, el acuerdo del Consejo Estatal del Instituto de Electoral y de Participación Ciudadana de Tabasco determinó establecer la cabecera del Distrito Electoral Local 9 de Tabasco en la ciudad de Villahermosa, en el municipio de Centro, Tabasco y conformarlo de la siguiente manera:
- Municipio de Centro:  43 secciones; de la 232 a la 267, de la 269 a la 272, 278 y de la 280 a la 281.

## Distritaciones anteriores

### Distritación electoral de 1996
La distritación electoral local de 1996 estableció el distrito en el municipio de Huimanguillo y su cabecera distrital en la cabecera municipal, Huimanguillo.

### Distritación electoral de 2002
La redistritación de 2002 mantuvo el distrito en el municipio de Huimanguillo, con cabecera municipal en la cabecera municipal, Huimanguillo.

### Distritación electoral de 2011
El acuerdo del Consejo Estatal del Instituto de Electoral y de Participación Ciudadana de Tabasco (IEPCT) publicado en el Periódico Oficial del Estado de Tabasco, el 24 de noviembre de 2011 estableció que el Distrito Electoral Local 9 de Tabasco, tuviera cabecera en la ciudad de Villahermosa y cambió la ubicación geográfica al municipio de Centro.

## Diputados por el distrito
| Diputado                          | Partido por el que fue electo (a)                                                                                          | Grupo Parlamentario                  | Legislatura       | Periodo                                           | Cabecera Distrital |
| --------------------------------- | --- | ------------------------------------ | ----------------- | ------------------------------------------------- | ------------------ |
| Luis Felipe Madrigal Hernández    | Partido Revolucionario Institucional                                                                                       | Partido Revolucionario Institucional | LVI Legislatura   | 1 de enero de 1998 - 31 de diciembre de 2000      | Huimanguillo       |
| César Ernesto Rabelo Dagdug       | Partido Revolucionario Institucional                                                                                       | Partido Revolucionario Institucional | LVII Legislatura  | 1 de enero de 2001 - 31 de diciembre de 2003      | Huimanguillo       |
| Rosario Mendoza Hernández         | Partido de la Revolución Democrática                                                                                       | Partido de la Revolución Democrática | LVIII Legislatura | 1 de enero de 2004 - 31 de diciembre de 2006      | Huimanguillo       |
| Ovidio Chablé Martínez de Escobar | Coalición por el Bien de Todos Partido de la Revolución Democrática Partido del Trabajo Movimiento Ciudadano               | Partido de la Revolución Democrática | LIX Legislatura   | 1 de enero de 2007 - 31 de diciembre de 2009      | Huimanguillo       |
| Luis Felipe Madrigal Hernández    | Candidatura Común Partido Revolucionario Institucional Partido Nueva Alianza                                               | Partido Revolucionario Institucional | LX Legislatura    | 1 de enero de 2010 - 31 de diciembre de 2012      | Huimanguillo       |
| Ana Bertha Vidal Fócil            | Coalición Movimiento Progresista por Tabasco Partido de la Revolución Democrática Partido del Trabajo Movimiento Ciudadano | Partido de la Revolución Democrática | LXI Legislatura   | 1 de enero de 2013 - 31 de diciembre de 2015      | Centro             |
| César Augusto Rojas Rabelo        | Partido Revolucionario Institucional                                                                                       | Partido Revolucionario Institucional | LXII Legislatura  | 1 de enero de 2016 - 4 de septiembre de 2018      | Centro             |
| Ena Margaria Bolio Ibarra         | Movimiento Regeneración Nacional                                                                                           | Movimiento Regeneración Nacional     | LXIII Legislatura | 5 de septiembre de 2018 - 4 de septiembre de 2021 | Centro             |
| Karla Alejandra Garrido Perea     | Movimiento Regeneración Nacional                                                                                           | Movimiento Regeneración Nacional     | LXIV Legislatura  | Por iniciar                                       | Centro             |